# Следствие ведут ЗнаТоКи. Несчастный случай
«Несчастный случай» — 7-я часть телевизионного детективного сериала «Следствие ведут ЗнаТоКи» 1972 года.

## Сюжет
Водитель такси совершил наезд на пешехода и скрылся; пострадавший скончался на месте. Сотрудница находящейся рядом конторы по озеленению Локтева переписала свидетелей и передала список милиции. Дело попадает в руки Знаменскому, профессиональную поддержку которому оказывает инспектор ГАИ Филиппов.
Первая задача расследования — найти водителя. По фрагментам краски, отслоившейся при ударе, Кибрит определяет, в какой цвет была покрашена совершившая наезд «Волга» до капитального ремонта, что значительно упрощает поиск. Спустя короткое время автомобиль выявляют и задерживают его водителя, молодого Олега Каталина, недавно работающего в такси.
Сначала вина Каталина выглядит очевидной, но оказывается, что шофёр был трезв, скорости не превышал, машина, хоть и не новая, была вполне исправна. Сам Каталин утверждает, что пытался избежать наезда на пешехода, неожиданно перебежавшего проезжую часть в неположенном месте: от резкого торможения машину выбросило на тротуар, а пострадавший именно в этот момент выскочил из подъезда дома буквально под колёса. Милиционер, проводивший опрос на месте происшествия, вспоминает, что были очевидцы, говорившие о том же.
На допросах переписанных Локтевой свидетелей выясняется, что их показания бесполезны: никто из них не видел аварию своими глазами и не может ни описать пешехода-нарушителя, ни даже подтвердить, что он вообще был. Локтева приводит своих сослуживцев, Рачкова и Мосина, утверждающих, что видели сам наезд. При допросе порознь и проверке на месте происшествия обнаруживаются несовместимые расхождения в их показаниях: ясно, что все трое покрывают кого-то из своих, но чтобы доказать это, необходимо найти подлинных свидетелей аварии.
Благодаря консультации Томина и упорству Филиппова подлинные свидетели происшествия находятся. Виновник аварии — Сотников, начальник конторы, где работают Локтева, Рачков и Мосин. Но он вовсе не считает, что ответственен за смерть человека, он просто спешил и ему было некогда идти до перехода. Локтева неравнодушна к шефу, но, будучи юристом, понимает, что тот совершил преступление. Именно поэтому она, оказавшись на месте аварии, целенаправленно переписала «свидетелей», которые не видели Сотникова, а потом убедила Рачкова и Мосина дать в милиции ложные показания, «чтобы хорошего человека не затаскали». При этом она сама считает свои действия правильными; как и большинство, она уверена: если сбит пешеход — виноват водитель.

## Проблематика
Основной темой фильма является отставание психологии городского жителя от изменившихся реалий дорожного движения. Это и многократно и безапелляционно высказываемая многими героями мысль, что в аварии всегда виноват водитель, и воззрение типа: «Подумаешь, не там перешёл улицу! И что — за ЭТО в тюрьму?», и нежелание пожилого начальника таксопарка учитывать необходимость отдыха водителей, и ряд других моментов. В одном из эпизодов звучит монолог полковника милиции, в котором тот обрисовывает журналисту проблему непонимания людьми реалий современного дорожного движения, когда любое нарушение правил может привести к трагическим последствиям.

## Герои
Из «титульной» тройки героев в фильме действуют Знаменский и Кибрит. Томин занимается другим делом и появляется лишь на несколько минут, чтобы дать Знаменскому совет по поиску свидетелей. Упоминается, что участвующий в расследовании инспектор ГАИ Филиппов, бывший спортсмен-автогонщик, отлично разбирающийся во всём, что связано с автотранспортом, попал в органы милиции по партийному направлению; его биография отражает процесс «укрепления органов партийными кадрами».

## Роли и исполнители

### В главных ролях
- Георгий Мартынюк — Знаменский
- Леонид Каневский — Томин
- Эльза Леждей — Кибрит

### В ролях
- Лев Дуров — Афанасий Николаевич Филиппов, старший инспектор ГАИ
- Антонина Дмитриева — Марьяна Тимофеевна Локтева
- Борис Кудрявцев — Максим Тарасович Сотников
- Константин Бердиков — старшина
- Тигран Давыдов — Василий Семёнович Мосин, лжесвидетель
- Александр Ширшов — Владимир Иванович Рачков, ещё один лжесвидетель
- Н. Никонова — Валя, жена погибшего Сергея
- Андрей Мартынов — Олег Фёдорович Каталин
- Мария Пастухова — мать Каталина
- Вера Васильева — Маргарита Николаевна
- Валерий Еремичев — Сергей Николаевич Зимин
- Константин Агеев — Федченко
- Семён Соколовский — полковник Скопин
- Виктор Васильев — старший лейтенант
- Галина Васькова — соседка Сергея
- Нина Белобородова — Катя, диспетчер (нет в титрах)
- Альбина Матвеева — свидетельница (нет в титрах)
- Леонид Персиянинов — один из проверяемых водителей (нет в титрах)
- Николай Серебренников — свидетель

Тигран Давыдов, играющий в этом фильме роль работника «конторы по озеленению», лжесвидетеля Мосина, снимался также в первом фильме сериала, «Чёрный маклер». Там он появляется на несколько секунд в самом начале, в сцене суда, в качестве подсудимого Преображенского, меняющего свои первоначальные показания. В титрах его имя отсутствует, так как исполнители эпизодических ролей там указываются одним пунктом: «В остальных ролях — артисты московских театров».
Александр Ширшов, играющий в этом фильме роль лжесвидетеля Рачкова, сыграет ещё раз в сериале, появившись в образе пожилого работника мастерской по починке часов в серии «Он где-то здесь».
Антонина Дмитриева, играющая в этом фильме роль Марьяны Тимофеевны Локтевой, появится через 12 лет в серии «Пожар» в роли завбазой Елены Дмитриевны Уваровой.
Галина Васькова — соседка по подъезду сбитого Сергея Санькова в деле № 13 «До третьего выстрела» играет кассира оргабленного магазина «Трикотажгалантерея».

## Отзывы
Первые серии о «знатоках», снятые В. Бровкиным, являли собой довольно камерное кино, где на первый план выходила не детективная фабула, а психологизм героев. Однако, после того как в дело создания сериала включились другие режиссёры, ситуация стала меняться. Так, режиссёр Ю. Кротенко смело вывел действие фильмов на улицу. Им были сняты «дела»: «Несчастный случай», «Побег», «Ответный удар».